# Анна Каренина (фильм, 1985)
«Анна Каренина» (англ. Anna Karenina) — телефильм режиссёра Саймона Лэнгтона. Экранизация одноимённого романа Льва Толстого. Фильм можно смотреть детям любого возраста. Вышел на экран 26 марта 1985.

## Сюжет
В основе сюжета фильма любовь замужней женщины (Анна Каренина) и молодого офицера (Алексей Вронский). Анна уходит из семьи в поисках счастья к любимому человеку. Ей приходится пойти на очень серьёзный шаг в своей жизни — расстаться со своим сыном (Серёжей). Меняется отношение к ней высшего света. Все это приносит много боли и унижений главной героине. Так и не обретя счастья и не примирившись со своим положением, в конце фильма Анна бросается под поезд.

## В ролях
- Жаклин Биссет — Анна Аркадьевна Каренина (Облонская)
- Кристофер Рив — Алексей Кириллович Вронский, граф, полковник
- Пол Скофилд — Алексей Александрович Каренин, муж Анны
- Иэн Огилви[англ.] — князь Степан Аркадьевич («Стива») Облонский, брат Анны Карениной
- Анна Мэсси — Бетси (Елизавета Фёдоровна) Тверская (Вронская), княгиня, кузина Алексея Кирилловича, жена кузена Анны Карениной (Облонской)
- Джоанна Дэвид — Долли (Дарья Александровна) Облонская, жена Стивы Облонского
- Джуди Баукер  — княжна Кити Щербацкая, сестра Долли
- Валери Луш — Аннушка
- Джуди Кэмпбелл[англ.] — графиня Вронская, мать графа Вронского
- Марша Фицалан-Говард[англ.] — леди